# 97-я стрелковая дивизия (3-го формирования)
97-я стрелковая Витебская Краснознамённая орденов Суворова и Кутузова дивизия — воинское формирование Вооружённых сил СССР в Великой Отечественной войне.

## История
01.05.1943 сформирована на базе 108-й и 110-й стрелковых бригад.
02.07.1944 присвоено почётное наименование «Витебская».
25.07.1944 награждена Орденом Красного Знамени.
19.02.1945 награждена Орденом Кутузова II степени.
В 1945 награждена Орденом Суворова II степени.
233 стрелковый полк 97 стрелковой дивизии был удостоен награды — Орден Александра Невского.
Населённые пункты в освобождении которых участвовала 97 сд:
- Болхов (освобождён 28 июля 1943 г. в ходе Орловской операции)
- Духовщина (освобождён 19 сентября 1943 г. в ходе Духовщинско-Демидовской операции)
- Вильнюс (освобождён 13 июля 1944 года в ходе Вильнюсской наступательной операции)
- Каунас (освобождён 1 августа 1944 г. в ходе Каунасской операции)
- Кибартай (освобождён 18 октября 1944 г. в ходе Гумбиннен-Гольдапской операции)
- Алленбург (Дружба) (городом овладели 26 января 1945 г. в ходе Инстербургско-Кёнигсбергской операции)

## Состав
- 69-й стрелковый Краснознамённый полк
- 136-й стрелковый полк
- 233-й стрелковый ордена Александра Невского полк
- 41-й артиллерийский полк
- 87-й отдельный истребительно-противотанковый дивизион
- 66-я отдельная разведывательная рота
- 32-й отдельный сапёрный батальон
- 47-й отдельный батальон связи (758-я отдельная рота связи)
- 41-й медико-санитарный батальон
- 68-я отдельная рота химической защиты
- 36-я автотранспортная рота
- 455-я полевая хлебопекарня
- 920 дивизионный ветеринарный лазарет
- 1753-я полевая почтовая станция
- 1707-я полевая касса Госбанка

## Периоды вхождения в состав Действующей армии
- 24.04.43—31.07.43
- 10.08.43—19.04.45
- 01.05.45—04.08.45
- 09.08.45—03.09.45

## Награды дивизии
| Награда (наименование)            | Дата награждения                                                     | За что награждена |
| --------------------------------- | -------------------------------------------------------------------- | --- |
| Почётное наименование «Витебская» | Приказ Верховного Главнокомандующего СССР № 0175 от 2 июля 1944 года | В ознаменование одержанной победы и за прорыв Витебского укреплённого района и освобождение города Витебск. |
| Орден Красного Знамени            | Указ Президиума Верховного Совета СССР от 25 июля 1944 года          | За образцовое выполнение заданий командования в боях с немецкими захватчиками, за овладение городом Вильнюс и проявленные при этом доблесть и мужество. |
| Орден Кутузова II степени         | Указ Президиума Верховного Совета СССР от 19 февраля 1945 года       | За образцовое выполнение заданий командования в боях с немецкими захватчиками, за прорыв обороны немцев в Восточной Пруссии и проявленные при этом доблесть и мужество. |
| Орден Суворова II степени         | Указ Президиума Верховного Совета СССР от 19 сентября 1945 года      | За образцовое выполнение заданий командования в боях против японских войск на Дальнем Востоке при форсировании реки Уссури, прорыве Хутоуского, Мишаньского, Пограничненского и Дуннинского укреплённых районов, овладении городами Мишань, Гирин, Яньцзи, Харбин и проявленные при этом доблесть и мужество. |

Награды частей дивизии:
- 69-й стрелковый Краснознамённый[4][5] ордена Кутузова[6] полк
- 136-й стрелковый Витебский[7] Краснознамённый[8] ордена Суворова[9] полк
- 233-й стрелковый Краснознамённый[4][5] ордена Александра Невского[6] полк
- 41 артиллерийский Краснознамённый[4][5] полк

## Подчинение
- 1.05.1943 Брянский фронт г.-п. М. А. Рейтер 61 армия г.-л. П. А. Белов 97 сд
- 1.06.1943 Брянский фронт г.-п. М. А. Рейтер 61 армия г.-л. П. А. Белов 97 сд
- 1.07.1943 Брянский фронт г.-п. М. М. Попов 61 армия г.-л. П. А. Белов 97 сд
- 1.08.1943 Резерв ставки ВГК 20 армия г.-м. А. Н. Ермаков 97 сд
- 1.09.1943 Калининский фронт г. а. А. И. Ерёменко Соединения и части фронтового подчинения 1 стрелковый корпус 43 армия г.-л. К. Д. Голубев 97 сд
- 1.10.1943 Калининский фронт г. а. А. И. Ерёменко 39 армия г.-л. Н. Э. Берзарин 5 гвардейский стрелковый корпус Позняк В. Г. 97 сд
- 1.11.1943 1-й Прибалтийский фронт г. а. А. И. Ерёменко 39 армия г.-л. Н. Э. Берзарин 5 гвардейский стрелковый корпус Добровольский Е. В. 97 сд
- 1.12.1943 1-й Прибалтийский фронт г. а. И. Х. Баграмян 39 армия г.-л. Н. Э. Берзарин 5 гвардейский стрелковый корпус Позняк В. Г. 97 сд
- 1.01.1944 Западный фронт г. а. В. Д. Соколовский 33 армия г.-п. В. Н. Гордов 45 стрелковый корпус Поплавский С. Г. 97 сд
- 1.02.1944 Западный фронт г. а. В. Д. Соколовский 5 армия г.-л. Н. И. Крылов 72 стрелковый корпус Прокофьев Ю. М. 97 сд
- 1.03.1944 Западный фронт г. а. В. Д. Соколовский 5 армия г.-л. Н. И. Крылов 72 стрелковый корпус Прокофьев Ю. М. 97 сд
- 1.04.1944 Западный фронт г. а. В. Д. Соколовский 5 армия г.-л. Н. И. Крылов 72 стрелковый корпус Прокофьев Ю. М. 97 сд
- 1.05.1944 3-й Белорусский фронт г.-п. И. Д. Черняховский 5 армия г.-л. Н. И. Крылов 72 стрелковый корпус Прокофьев Ю. М. 97 сд
- 1.06.1944 3-й Белорусский фронт г.-п. И. Д. Черняховский 5 армия г.-л. Н. И. Крылов 65 стрелковый корпус Перекрестов Г. Н. 97 сд
- 1.07.1944 3-й Белорусский фронт г.-п. И. Д. Черняховский 5 армия г.-л. Н. И. Крылов 65 стрелковый корпус Перекрестов Г. Н. 97 сд
- 1.08.1944 3-й Белорусский фронт г.-п. И. Д. Черняховский 5 армия г.-л. Н. И. Крылов 65 стрелковый корпус Перекрестов Г. Н. 97 сд
- 1.09.1944 3-й Белорусский фронт г.-п. И. Д. Черняховский 5 армия г.-л. Н. И. Крылов 65 стрелковый корпус Перекрестов Г. Н. 97 сд
- 1.10.1944 3-й Белорусский фронт г.-п. И. Д. Черняховский 5 армия г.-л. Н. И. Крылов 65 стрелковый корпус Перекрестов Г. Н. 97 сд
- 1.11.1944 3-й Белорусский фронт г.-п. И. Д. Черняховский 5 армия г.-л. П. Г. Шафранов 65 стрелковый корпус Перекрестов Г. Н. 97 сд
- 1.12.1944 3-й Белорусский фронт г.-п. И. Д. Черняховский 5 армия г.-л. П. Г. Шафранов 45 стрелковый корпус Иванов Н. И. 97 сд
- 1.01.1945 3-й Белорусский фронт г.-п. И. Д. Черняховский 5 армия г.-п. Н. И. Крылов 65 стрелковый корпус Перекрестов Г. Н. 97 сд
- 1.02.1945 3-й Белорусский фронт г.-п. И. Д. Черняховский 5 армия г.-п. Н. И. Крылов 65 стрелковый корпус Перекрестов Г. Н. 97 сд
- 1.03.1945 3-й Белорусский фронт МСС А. М. Василевский 5 армия г.-п. Н. И. Крылов 65 стрелковый корпус Перекрестов Г. Н. 97 сд
- 1.04.1945 3-й Белорусский фронт МСС А. М. Василевский 5 армия г.-п. Н. И. Крылов 65 стрелковый корпус Перекрестов Г. Н. 97 сд
- 1.05.1945 Резерв ставки ВГК 5 армия г.-п. Н. И. Крылов 65 стрелковый корпус Перекрестов Г. Н. 97 сд
- 1.06.1945 Приморская группа войск МСС К. А. Мерецков 5 армия г.-п. Н. И. Крылов 65 стрелковый корпус Перекрестов Г. Н. 97 сд
- 1.07.1945 Приморская группа войск МСС К. А. Мерецков 5 армия г.-п. Н. И. Крылов 65 стрелковый корпус Перекрестов Г. Н. 97 сд
- 1.08.1945 Приморская группа войск МСС К. А. Мерецков 5 армия г.-п. Н. И. Крылов 65 стрелковый корпус Перекрестов Г. Н. 97 сд
- 1.09.1945 1-й Дальневосточный фронт МСС К. А. Мерецков 5 армия г.-п. Н. И. Крылов 65 стрелковый корпус Перекрестов Г. Н. 97 сд

## 97-я стрелковая дивизия в Восточно-Прусской операции
| Время боевых действий   | Место боевых действий                                                         | Воинские соединения участвовавшие в боях | Военные захоронения/мемориалы          |
| ----------------------- | ----------------------------------------------------------------------------- | --- | -------------------------------------- |
| 17.10.1944 — 24.10.1944 | Абшруттен Кибартен                                                            | 63, 97, 144, 277 сд. 5 А. 75 оттп. | п. Весново (Кигген)                    |
| 17.10.1944 — 25.10.1944 | Дееден Гросс Варнинг                                                          | 5, 50, 83, 96 гв.сд. 11 гв. А; 97, 144, 159, 157, 371 сд. 5 А.                                                                                   | п. Бабушкино (Гросс Дегезен)           |
| 21.10.1944              | Верскепхен Дершкемен                                                          | 63, 97, 157, 184 сд. 5А; 2 гв.сд.2 гв. А; 1 гв.сд. 11 гв. А.                                                                                     | п. Добровольск (Пилькаллен)            |
| 22.10.1944 — 10.11.1944 | Виллунен Батшкен Кишен                                                        | 17, 19, 91 гв.сд. 338, 192, 262, 338, 39 А; 263 сд. 43 А; 97, 215 сд. 5А.                                                                        | п. Победино (Ингляуден)                |
| 26.10.1944 — 20.01.1945 | Витткампен Йенткуткампен Иукнишкен Киаулякен Каттенау Штелишкен Вертимляутен  | 55, 96 гв.сд. 28 А; 63, 97, 144, 159, 184 сд. 5 А.                                                                                               | п. Ватутино (Тучен)                    |
| 26.10.1944              | Каттенау                                                                      | 2 гв.сд. 2 гв. А; 97 сд. 5 А. | п. Высокое (Шилленингкен)              |
| 25.12.1944 — 27.12.1944 | Шварпельн Гоберишкен Гренцфельде                                              | 17 гв.сд., 221, 358 сд. 39 А; 97 сд. 5 А. | п. Победино (Ингляуден)                |
| 29.12.1944              | Пакалльнишкен                                                                 | 97 сд.5 А. | п. Майское (Малльвишкен)               |
| 4.01.1945 — 15.01.1945  | Каунонен                                                                      | 17, 19 гв.сд., 192 сд. 39 А; 97, 184 сд. 5 А. | п. Победино (Ингляуден)                |
| 14.01.1945 — 16.01.1945 | Романуппен                                                                    | 2, 24 гв.сд., 235 сд. 2 гв. А; 97, 144, 371 сд. 5 А.                                                                                             | п. Высокое (Шилленингкен)              |
| 15.01.1945 — 25.01.1945 | Айхенберг Грюнвайчен Паббельн                                                 | 3 гв.сд. 2 гв. А; 16, 48 гв.сд.11 гв. А ; 97, 144 сд. 5 А; 61, 130, 152 сд. 28 А; 213 тбр.                                                       | г. Гусев (Гумбиннен)                   |
| 18.01.1945              | Аукскаллен Ажолуппен                                                          | 19, 124, 262 сд. 39 А; 263 сд. 43 А; 97 сд. 5 А.                                                                                                 | г. Краснознаменск (Лазденен)           |
| 18.01.1945 — 23.01.1945 | Ушбаллен Зерделишкен                                                          | 63, 97, 159, 215, 371 сд. 5 А; 25 гв.тбр. 1 тк.                                                                                                  | п. Майское (Малльвишкен)               |
| 20.01.1945 — 26.01.1945 | Каралене Шилленингкен Айхенберг                                               | 97, 157, 159, 215 сд. 5 А. | п. Краснополянское (Гросс Гаудишкемен) |
| 21.01.1945 — 24.01.1945 | Казеновекен Айхенфельд Шмулькелен Вилькелен                                   | 97, 144, 371 сд. 5 А; 96 гв.сд. 28 А. | п. Приозёрное (Гервишкемен)            |
| 21.01.1945 — 29.01.1945 | Пагелинен Неттинен Лязденен Зигмантен Вальддорф                               | 11, 18, 84 гв.сд. 11 гв. А; 97, 159, 215, 371 сд. 5 А; 75 гв.ттп                                                                                 | п. Маёвка (Георгенбург)                |
| 21.01.1945 — 1.02.1945  | Вильгельмсхёфе Дамерау Мульдшен Йегерсдорф Деттмиттен Шёнраде Шёнлинде Шаллен | 63, 97, 144, 184, 371 сд. 5А; 3, 32 гв.сд., 2 гв. А; 50, 55, 96 гв. сд. 28 А.                                                                    | п. Дружба (Алленбург)                  |
| 26.01.1945 — 30.01.1945 | Алленау Хансвальде Каршау                                                     | 97, 144, 215, 371 сд. 5 А; 50 гв. сд. 28 А; 173 сд. 31 А.                                                                                        | п. Зайцево (Штокхайм)                  |
| 27.01.1945 — 31.01.1945 | Ольк                                                                          | 97, 159, 371 сд. 5 А; 55 гв. 20 сд. 28 А; 48 гв. сд. 11 гв. А.                                                                                   | г. Правдинск                           |
| 28.01.1945 — 6.02.1945  | Гросс Потауерн Бетхерсдорф Бокеллен Людвигсвальде                             | 5, 48, 83 гв. сд. 11 гв. А; 63, 97, 157 сд. 5 А; 55 гв. сд. 28А.                                                                                 | п. Красное (Гросс Астравишкен)         |
| 28.01.1945              | Штробенен                                                                     | 97, 159 сд. 5 А. | п. Славяновка (Ромиттен)               |
| 28.01.1945 — 8.02.1945  | Конрадсвальде Тифенталь Зеебен Вильмсдорф                                     | 48, 50, 55 гв.сд., 130 сд. 28 А; 63, 97, 159 сд. 5 А; 325 сд. 2 уд. А.                                                                           | п. Славское (Кройцбург)                |
| 29.01.1945              | Арнсберг                                                                      | 97, 157 сд. 5 А. | п. Владимирово (Тарау)                 |
| 30.01.1945 — 7.02.1945  | Оттилинхоф                                                                    | 1, 11, 18 гв. сд. 11 гв. А; 97 сд. 5 А. | п. Цветково (Бергау)                   |
| 4.02.1945—13.02.1945    | Коршеллен Квишен                                                              | 97, 144, 215, 277, 371 сд. 5 А; 352 сд. 31 А. | п. Корнево (Цинтен)                    |
| 10.02.1945 — 14.02.1945 | Вильмсдорф Эберсвальде                                                        | 63, 97, 159 сд, 5 А; 1 тк. | п. Чехово (Удерванген)                 |
| 2.03.1945 — 19.03.1945  | Квишен Кукенен                                                                | 2, 50, 54, 96 гв.сд. 152 сд. 28 А; 32 гв.сд. 251, 334 сд. 2 гв. А; 54 сд. 31 А; 97 сд. 5 А.                                                      | п. Корнево (Цинтен)                    |
| 5.03.1945 — 15.03.1945  | Далльштедт Лемкюнен Мориттен                                                  | 16 иптабр. РГК; 61, 130 сд. 28 А; 63, 97, 371 сд. 5 А; 176, 352 сд. 31 А.                                                                        | г. Багратионовск (Прейсиш-Эйлау)       |
| 7.03.1945               | Допзаттель                                                                    | 97, 144, 371 сд. 5 А. | п. Владимирово (Тарау)                 |
| 18.03.1945 — 21.03.1945 | Байорен                                                                       | 83 гв.сд. 11 гв. А; 97, 159 сд. 5 А; 352 сд. 31 А.                                                                                               | г. Ладушкин (Людвигсорт)               |
| 18.03.1945 — 25.03.1945 | Феддерау Попляукен Валиттник                                                  | 96, 50 гв.сд.,20 сд. 28 А; 63, 97, 144, 159, 215 сд. 5А; 173, 352 сд.31 А. 13 тбр.                                                               | п. Пятидорожное (Блядиау)              |
| 27.03.1945 — 29.03.1945 | Гросс Хоппенбрух Невеккен                                                     | 55, 96 гв. сд. 28 А; 97, 157, 371 сд.5 А; 51 сд. 49 А. 10 адп.                                                                                   | п. Пятидорожное (Блядиау)              |
| 8.04.1945 — 18.04.1945  | Вальдхаузен                                                                   | 24, 32 гв.сд. 334 сд. 2 гв. А; 17, 91 гв.сд., 124, 338, 358 сд. 39 А; 63, 97, 144, 157, 159, 215, 277, 371 сд. 5 А; 182, 235, 263, 319 сд. 43 А. | п. Переславское (Другенен)             |
| 15.04.1945 — 26.04.1945 | Годникен                                                                      | 3, 32 гв.сд. 251 сд. 2 гв. А; 115, 325 сд. 43 А; 63, 97, 215 сд. 5 А; 16, 18, 26 гв.сд. 11 гв. А.                                                | п. Русское (Гермау)                    |

## Командиры
- Давыдов Пётр Михайлович (01.05.1943 — 22.09.1943), генерал-майор.
- Раков Борис Семёнович (25.09.1943 — 26.12.1943), полковник.
- Буланов Гавриил Алексеевич (07.01.1944 — 28.04.1944), полковник.
- Шишов Фёдор Фёдорович (04.05.1944 — 03.07.1944), полковник.
- Жеков-Богатырёв Фёдор Христофорович (04.07.1944 — 21.08.1944), полковник.
- Цукарев, Самуил Ильич (22.08.1944 — 19.04.1945), полковник.
- Макарьев Александр Константинович (20.04.1945 — 03.09.1945), генерал-майор.

## Отличившиеся воины дивизии
| Награда | Ф. И. О.                       | Должность                                                                             | Звание            | Дата Указа Президиума Верховного Совета СССР | Примечания                                                                     |
| ------- | ------------------------------ | ------------------------------------------------------------------------------------- | ----------------- | -------------------------------------------- | ------------------------------------------------------------------------------ |
|         | Горбунов, Дмитрий Иванович     | командир взвода 136-го стрелкового полка                                              | старший сержант   | 24 марта 1945 года                           | Посмертно                                                                      |
|         | Горяйнов, Михаил Николаевич    | командир миномётного расчёта 69-го стрелкового полка                                  | старший сержант   | 23 сентября 1945 года                        |                                                                                |
|         | Куликов, Алексей Александрович | заместитель командира отделения роты противотанковых ружей 69-го стрелкового полка    | ефрейтор          | 4 июня 1944 года                             | Посмертно. Погиб 22 сентября 1943 года, закрыв своим телом амбразуру пулемёта. |
|         | Маскаев, Михаил Филиппович     | командир взвода 66-й отдельной разведывательной роты                                  | лейтенант         | 4 июня 1944 года                             |                                                                                |
|         | Тарапата, Никифор Илларионович | командир орудийного расчёта 87-го отдельного истребительно-противотанкового дивизиона | старший сержант   | 19 апреля 1945 года                          | Погиб в бою 12 августа 1945 года в Порт-Артуре.                                |
|         | Тарасенко, Егор Радионович     | командир отделения разведки 69-го стрелкового полка                                   | старший сержант   | 15 мая 1946 года                             |                                                                                |
|         | Тюрин, Иван Григорьевич        | командир батареи 41-го артиллерийского полка                                          | старший лейтенант | 24 марта 1945 года                           |                                                                                |
|         | Утемуратов, Тлеумурат          | сапёр 136-го стрелкового полка                                                        | старший сержант   | перенаграждён 22 января 1982 года.           |                                                                                |